# Viticulture à Malte

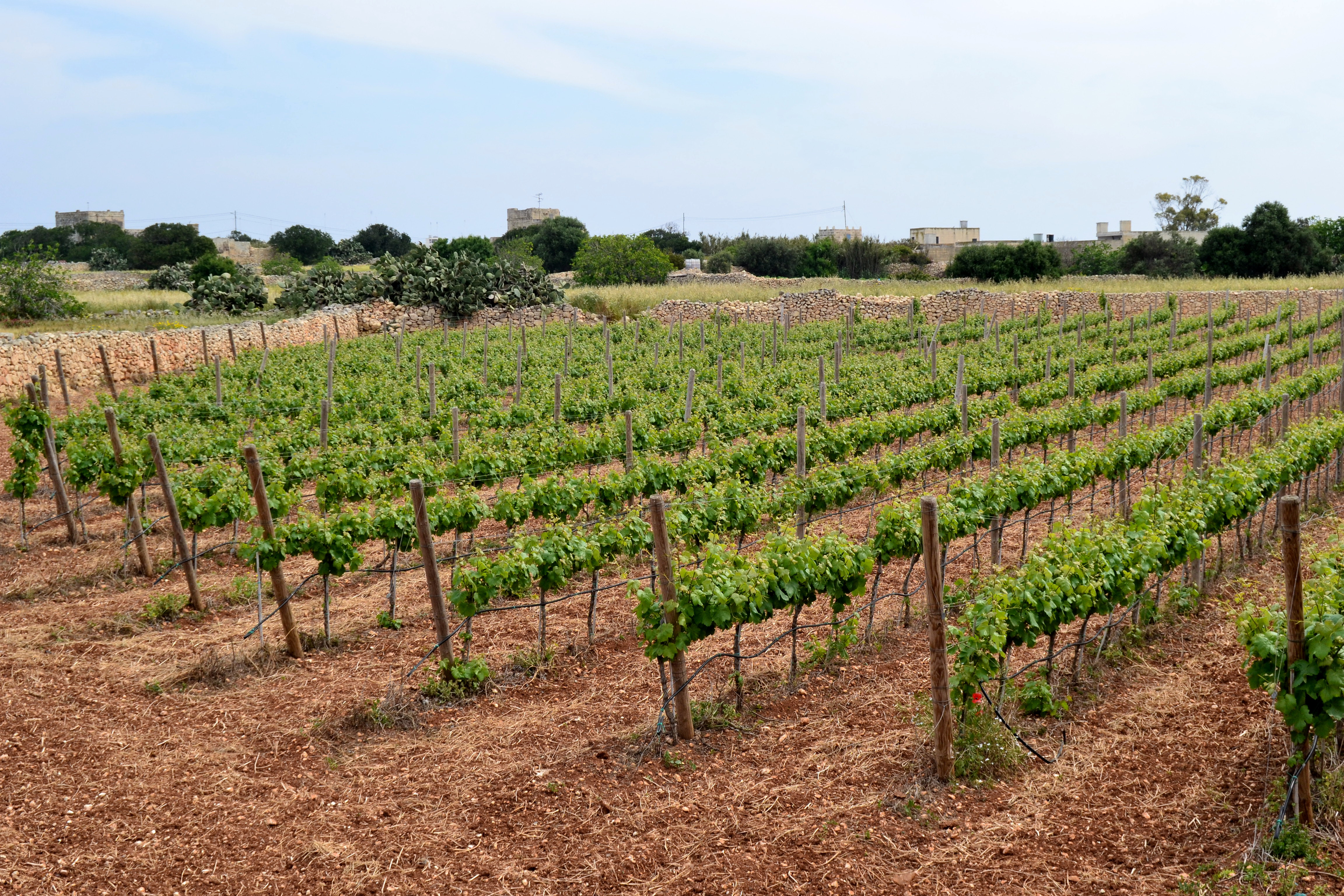
Vignoble près de Żejtun

La viticulture à Malte a des origines aussi anciennes que prestigieuses. Introduite par les Phéniciens, développée par les Grecs et les Romains, mise en sommeil lors de l'occupation musulmane, elle retrouva tout son lustre avec l'arrivée des chevaliers de l'ordre de Saint-Jean de Jérusalem. Mais les Britanniques qui firent arracher la vigne pour lui substituer du coton et l'épidémie de phylloxéra mirent à mal la qualité des vins de Malte. 

## Histoire
Les historiens considèrent que la vigne et le vin furent introduits à Malte par les Phéniciens aux alentours de 800 avant notre ère. Les Grecs s'installèrent sur l'emplacement de l'actuelle Mdina au VIIIe siècle avant notre ère et partagèrent pacifiquement les îles avec les Phéniciens. Malte devint ensuite une colonie de Carthage en -480. À la faveur des guerres puniques, elle passa sous le contrôle des Romains en -218 jusqu'au démantèlement de l'empire romain en 395. Vers 445, elle subit l'occupation des Vandales et vers 477 celle des Ostrogoths. 
Passée ensuite sous le contrôle de l'Empire romain d'Orient, elle resta byzantine jusqu'à sa conquête par les Arabes. La vigne déclina lors de l'occupation musulmane, jusqu'à l'arrivée des chevaliers de l'ordre de Saint-Jean de Jérusalem qui importèrent les techniques de culture d'Europe. Olivier de Serres décrit une culture de la vigne sur hautain par manque de terre : 
« L'ile de Malte a des jardins ornés et productifs, quoiqu'il n'y ait souvent de terre végétale que celle que l'on y transporte de Sicile sur des vaisseaux. La vigne et l'oranger se partagent ces beaux jardins. Les orangers sont dans des caisses, ou, pour mieux s'exprimer, dans des encaissements formés par des dalles de pierre. Une rigole est ménagée dans l'épaisseur des dalles, pour les arrosements. Tout le long des allées, à plusieurs mètres de distance, s'élèvent des piliers ou colonnes de pierre, dont les dalles qui forment les encaissements ci-dessus, sont le soubassement. Au-dessus des piliers sont des pièces de bois, qui joignent les allées. Sur ce cadre, on met des treillages, où s'étendent les ceps de vigne qu'on a plantés au pied de chaque pilier ou colonne, et qui procurent, dans la suite, un couvert agréable. Ces files d'orangers, ces piliers vêtus de verdure, et ces longues allées couronnées d'un ombrage utile, rendent ces jardins pittoresques, et produisent l'effet des décorations qu'on admire sur nos théâtres ».

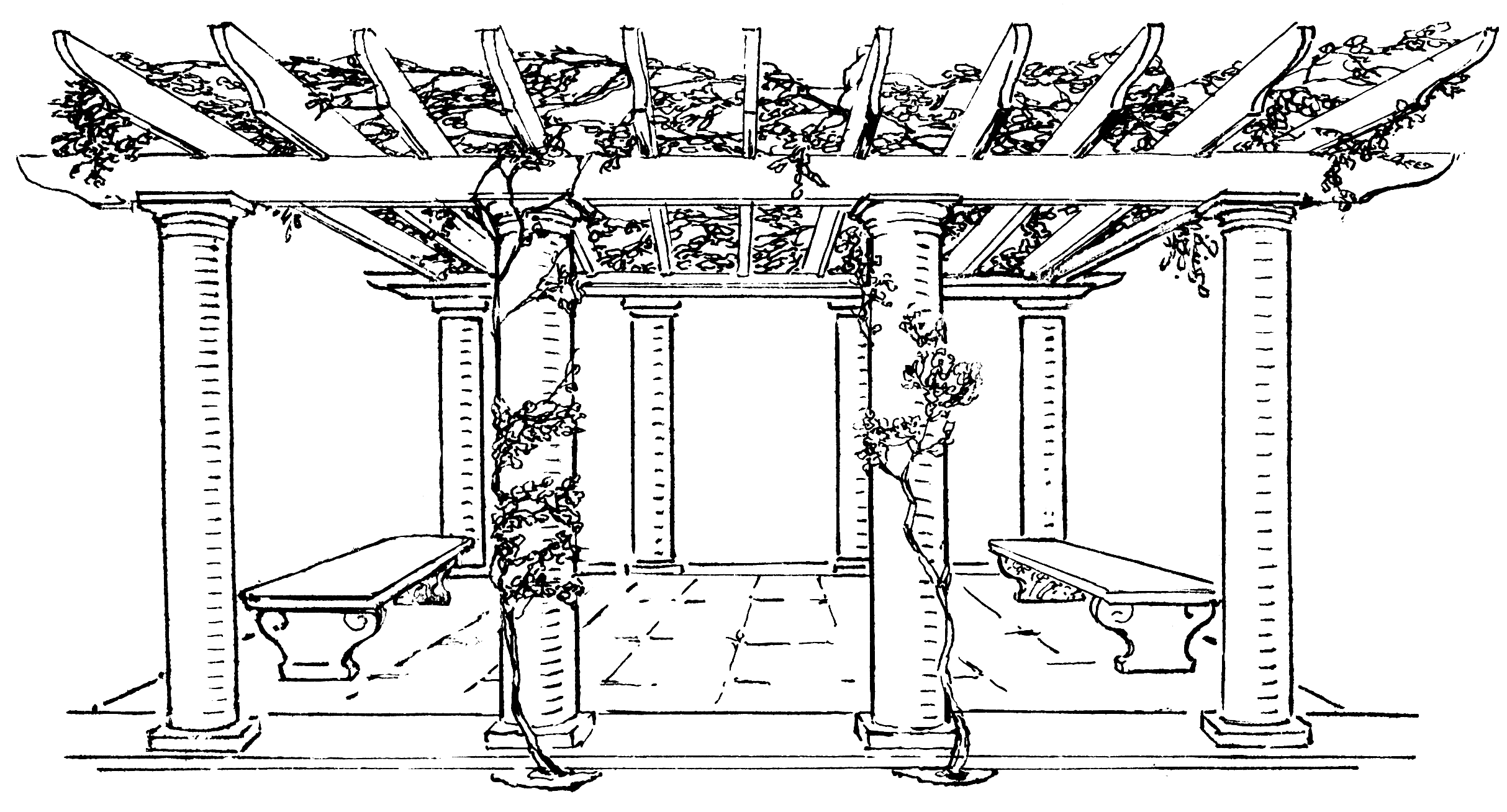
Culture de la vigne sur pergola comme elle fut pratiquée à Malte au XVII

La viticulture maltaise prospéra, avec même des exportations, jusqu'à l'arrivée des Britanniques qui firent arracher les vignes pour cultiver du coton. Vers la fin du XIXe siècle, l'effondrement du coton maltais sur les marchés internationaux permit une réimplantation de la vigne, après l'épidémie de phylloxéra, en 1919. 
Mais les vins maltais avaient mauvaise réputation, la majorité des vendanges était consommée en raisin de table. Au début du XXe siècle, Emmanuel Delicata et Marsovin fondèrent et équipèrent leurs caves. Mais ce ne fut que dans les années 1970 que la production de vin se tourna vers la qualité avec l'introduction des cépages français.

## Situation géographique

### Orographie et géologie
Il n'y a sur l’archipel de Malte ni fleuve ni rivière, elle ne possède non plus ni montagne ni forêt. Ses îles, d’origine calcaire, possèdent peu de terroirs agricoles et sur leurs côtes alternent falaises et baies.

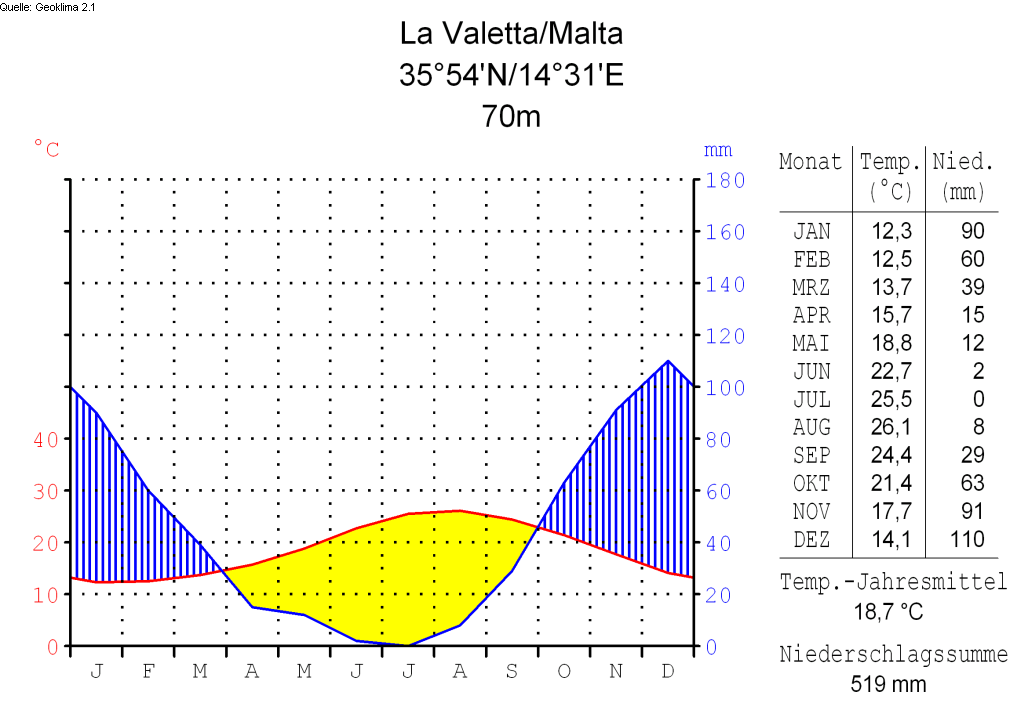
Diagramme climatique de Malte

### Climat
Le climat méditerranéen de l'île offre des étés secs et chauds, légèrement tempérés par la brise marine. Les hivers sont doux et ensoleillés. Les températures atteignent 40 °C en juillet et août, et tournent autour de 15 °C en période hivernale. Les pluies sont fréquentes entre novembre et février, mais les précipitations restent faibles. Le mistral est le vent dominant, et le sirocco ne se fait sentir qu’à la fin de la période estivale,.

## Vignoble

### Encépagement
Les cépages, ghirgentina, en blanc, gellewza et mammolo, en rouge, n'ont rien de qualitatif mais ont été implantés pour leur rendement. Les vins maltais de qualité sont maintenant élaborés à base de chardonnay, merlot, cabernet sauvignon, cabernet franc, syrah et petit verdot. 

### Méthodes culturales
L'entrée de Malte dans l'Union européenne a poussé les producteurs maltais à planter de nouvelles vignes irriguées au goutte à goutte pour produire du vin provenant uniquement de vignes maltaises. 

### Vinification
L'importation de raisins et de moût d'Italie pour être vinifiés à Malte a perduré jusque dans les années 1980. Au milieu des années 2000, 630 hectolitres de vin ont été vinifiés. Le vignoble couvre 490 hectares, sur les 31 600 hectares de l'archipel, mais environ 70 % de la production est encore assurée par des raisins ghirgentina et gellewza.

### Terroirs et vins

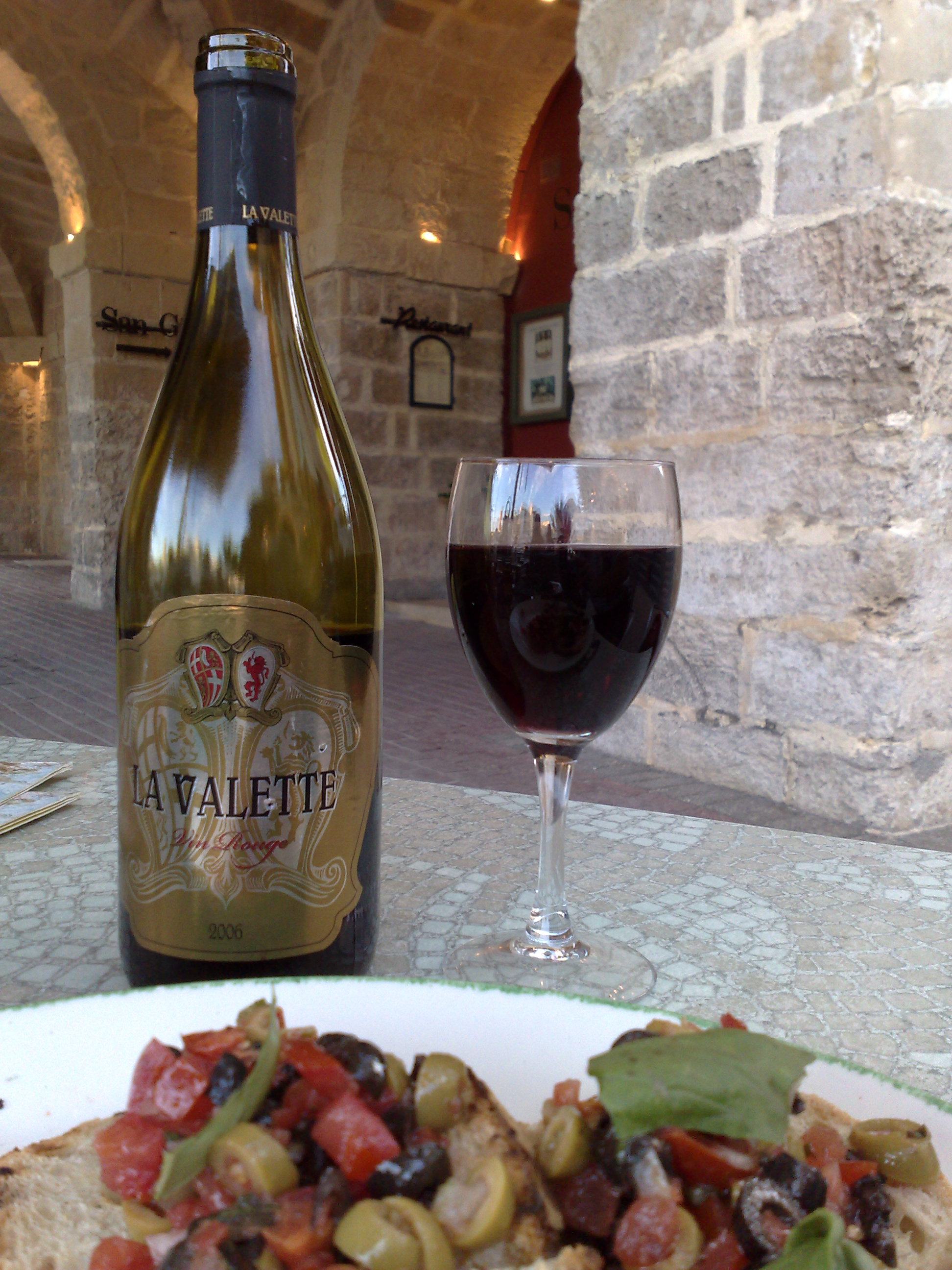
Vin rouge La Valette de la cave Marsovin et bruschetta maltese

### Structure des exploitations
Il y a cinq producteurs de vin majeur sur l'île, Emmanuel Delicata le plus vieux producteur maltais, Marsovin, Meridiana, Camilleri Vins et Montekristo. Delicata et Marsovin ont été établis en 1907 et 1919 respectivement, et les deux sont basés près de Paola. Les trois autres caves ont été fondées dans les années 1990-2000, période où la viticulture maltaise s'est orientée vers une production de qualité.

### Fête des vins
Le Festival du vin de Qormi est organisé la première semaine de septembre, depuis 2005, par le Kumitat Festi Esterni. Durant deux jours, il se déroule dans les rues, en face de l'église paroissiale Saint-Georges. Cinq expositions (vin, peinture, photo, florale et trésors historiques et culturels de Qormi) sont organisées pendant le Festival.

### Production déficitaire
Pour satisfaire la forte demande en vins qui dépasse le million de caisses par an, on assiste depuis les années 2000 à l'importation de vins de toutes origines : italienne, française, allemande, espagnole, américaine, argentine, chilienne, australienne, néo-zélandaise, principalement.